# تصوير الدماغ المحقون بالغاز
تصوير الدماغ المحقون بالغاز أو تصوير الدماغ الغازي (بالإنجليزية: Pneumoencephalography)‏ ويُعرف اختصارًا PEG، هو إجراء طبي كان شائعاً، حيثُ يُسحب فيه مُعظم السائل الدماغي الشوكي من حول الدماغ، عن طريق بزل قطني ويستبدل بالهواء أو الأكسجين أو الهيليوم، وذلك لجعل ظهور هياكل الدماغ أكثر وضوحًا في صورة الأشعة السينية. اشتُقَ من الطريقة البدائية في تصوير البُطينات، حيثُ كان يُحقن الهواء من خلال فُتحات محفورة في الجمجمة.
أُدخلَ هذا الإجراء في عام 1919 على يد جراح الأعصاب الأمريكي والتر داندي، وأُجريَ على نطاقٍ واسع حتى أواخر السبعينيات، عندما استُبدلَ بتقنيات تصوير عصبي حديثة أكثر تعقيدًا وأقل رضاً.

## الإجراء
كان التصوير الغازي للدماغ في ذلك الوقت أهم الوسائل المتوفرة لتحديد مواقع الآفات الدماغية. يعتبر الاختبار مؤلم للغاية ولا يتحمله المرضى الواعين بشكل جيد. ارتبط التصوير الغازي للدماغ بطيف واسع من الآثار الجانبية التي تستمر عادةً لفترة طويلة بعد الإجراء كالصداع والإقياء الشديد. يخضع جسم المريض للدوران خلال الإجراء ليحل الهواء محل السائل الدماغي الشوكي في مناطق مختلفة من البطينات الدماغية وحول الدماغ. يربط المريض في كرسي مفتوح الظهر بشكل يسمح بإدخال إبرة بين الفقرات، وهذا يتطلب تثبيت المريض بشكل جيد؛ فقد يقلب المريض رأسًا على عقب في بعض الأحيان، وقد يدور جسمه ليقابل وجهه الأرض وفق ترتيب محدد بهدف دفع الهواء إلى مناطق مختلفة من البطينات. يساهم ذلك في زيادة مستوى الانزعاج الذي يعاني منه المريض مسبقًا إن لم يكن مخدرًا. يوجد إجراء مشابه يدعى تصوير النخاع الشوكي الغازي، وفيه يستخدم الغاز بشكل مشابه لفحص النفق الفقري.

## قيود الاستخدام
يستخدم التصوير الغازي للدماغ تقنيات الأشعة السينية البسيطة. لا تستطيع هذه الصور توضيح الأنسجة الرخوة -كالدماغ- بشكل جيد. إضافةً لذلك، تتراكب جميع الهياكل الملتقطة في الصور فوق بعضها البعض، ما يجعل تمييز العناصر المهمة صعبًا (على عكس الماسحات الحديثة القادرة على إنتاج شرائح افتراضية دقيقة للجسم، بما في ذلك أنسجته الرخوة). لهذا السبب، لا يصور هذا الإجراء عادةً التشوهات بشكل مباشر، بل يصور آثارها الثانوية. يحتوي الهيكل العام للدماغ على شقوق وتجاويف يملأها السائل الدماغي الشوكي. يسبب الدماغ والسائل الدماغي الشوكي إشارات متشابهة على صورة الأشعة السينية. ولهذا، يوفر تفريغ السائل الدماغي الشوكي تباين أكبر بين الدماغ والشقوق المفرغة ضمنه وحوله؛ لتظهر بعد ذلك كظلال داكنة على صورة الأشعة السينية. يهدف التصوير الغازي للدماغ إلى توضيح هذه الهياكل المكونة للظلال والمليئة بالهواء، ليتمكن الاختصاصي من فحص شكلها وموقعها التشريحي. يقوم اختصاصي الأشعة المتمرس بمراجعة أفلام الأشعة السينية بحثًا عن أي تشوه أو تغير في أشكال تلك الهياكل ومواقعها التشريحية نتيجة وجود آفة ما. يجب أن تتوضع الآفات على حواف تلك الهياكل كي تظهر على الصور، وإن لم تكن كذلك، يجب أن تكون كبيرة بما يكفي للضغط على الأنسجة السليمة المحيطة، لتشوه بذلك شكل التجاويف البعيدة المليئة بالهواء (ولهذا، تميل الأورام البعيدة المكتشفة بهذه الطريقة إلى أن تكون كبيرة نوعًا ما).
لم يتمكن هذا الإجراء من تصوير أجزاء كبيرة من الدماغ والبنى الأخرى ضمن الجمجمة، ولكنه كان مفيدًا بشكل عام. عوض استخدام التصوير الوعائي كأداة تشخيصية مكملة عن هذا النقص جزئيًا. سمح التصوير الوعائي في معرفة حالة الأمراض غير الوعائية من تأثيراتها الثانوية على الأوعية. حمل هذا الاختبار المكمل بعض المخاطر الإضافية الناجمة –بشكل رئيسي- عن تقنيات القسطرة البدائية والمواد المظللة المؤذية آنذاك. تتضمن قيود استخدام هذا الاختبار الإزعاج الذي يسببه والمخاطر التي يحملها، ولهذا يتجنب الأطباء تكراره بشكل عام. يجعل ما سبق تقييم تطور المرض بمرور الوقت صعبًا.